# Festival di Cannes 1998

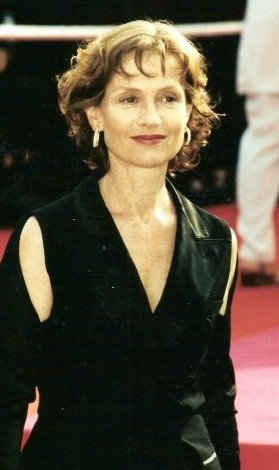
Isabelle Huppert, qui ritratta nel 2000, è stata la maîtresse de cérémonie del festival.

La 51ª edizione del Festival di Cannes si è svolta a Cannes dal 13 al 24 maggio 1998, sotto la direzione artistica di Gilles Jacob.
Il film d'apertura dell'edizione è stato I colori della vittoria di Mike Nichols, mentre Godzilla di Roland Emmerich è stato quello di chiusura. L'attrice francese Isabelle Huppert ha presentato le cerimonie di inaugurazione e di chiusura del festival. L'edizione ha segnato inoltre l'introduzione della sezione Cinéfondation all'interno della selezione ufficiale e la trasformazione di Un Certain Regard in sezione competitiva.
La giuria internazionale presieduta dal regista statunitense Martin Scorsese ha assegnato la Palma d'oro a L'eternità e un giorno, del regista greco Theo Angelopoulos.

## Selezione ufficiale
I seguenti film sono stati presentati all'interno della selezione ufficiale del Festival:

### Concorso
- Aprile, regia di Nanni Moretti (Italia, Francia)
- Balla la mia canzone (Dance Me to My Song), regia di Rolf de Heer (Australia, Italia)
- Ceux qui m'aiment prendront le train, regia di Patrice Chéreau (Francia)
- Chrustalëv, mašinu!, regia di Aleksej Jur'evič German (Russia, Francia)
- Claire Dolan, regia di Lodge Kerrigan (Stati Uniti d'America, Francia)
- La Classe de neige, regia di Claude Miller (Francia)
- Cuore illuminato (Corazón iluminado), regia di Héctor Babenco (Francia, Brasile, Argentina)
- L'École de la chair, regia di Benoît Jacquot (Francia, Lussemburgo, Belgio)
- L'eternità e un giorno (Mia aiōniotīta kai mia mera), regia di Theo Angelopoulos (Italia, Francia, Grecia)
- Festen - Festa in famiglia (Festen), regia di Thomas Vinterberg (Danimarca)
- La follia di Henry (Henry Fool), regia di Hal Hartley (Stati Uniti d'America)
- The General, regia di John Boorman (Irlanda)
- Hai shang hua, regia di Hou Hsiao-hsien (Taiwan)
- The Hole - Il buco (Dòng), regia di Tsai Ming-liang (Francia, Taiwan)
- Idioti (Idioterne), regia di Lars von Trier (Danimarca, Paesi Bassi, Francia)
- Illuminata, regia di John Turturro (Stati Uniti d'America)
- My Name Is Joe, regia di Ken Loach (Regno Unito, Germania)
- Paura e delirio a Las Vegas (Fear and Loathing in Las Vegas), regia di Terry Gilliam (Stati Uniti d'America)
- Velvet Goldmine, regia di Todd Haynes (Regno Unito, Stati Uniti d'America)
- La vendedora de rosas, regia di Víctor Gaviria (Colombia)
- La vita è bella, regia di Roberto Benigni (Italia)
- La vita sognata degli angeli (La Vie rêvée des anges), regia di Érick Zonca (Francia)

### Un Certain Regard
- Un 32 août sur terre, regia di Denis Villeneuve (Canada)
- All the Little Animals, regia di Jeremy Thomas (Regno Unito)
- L'apostolo (The Apostle), regia di Robert Duvall (Stati Uniti d'America)
- À vendre - In vendita (À vendre), regia di Laetitia Masson (Francia)
- Daun di atas bantal, regia di Garin Nugroho (Indonesia)
- Dis-moi que je rêve, regia di Claude Mouriéras (Francia)
- Gli imbroglioni (The Impostors), regia di Stanley Tucci (Stati Uniti d'America)
- Island, Alicia, regia di Ken Yunome (Stati Uniti d'America)
- Il killer (Killer), regia di Därejan Ömırbaev (Kazakistan, Francia)
- Kangwon-do ui him, regia di Hong Sang-soo (Corea del Sud)
- Kurpe, regia di Laila Pakalniņa (Germania, Lettonia)
- Louise (Take 2), regia di Siegfried (Francia)
- Love Is the Devil (Love Is the Devil: Study for a Portrait of Francis Bacon), regia di John Maybury (Regno Unito)
- Lulu on the Bridge, regia di Paul Auster (Stati Uniti d'America) - film d'apertura[4]
- The Man Who Couldn't Open Doors, regia di Paul Arden - cortometraggio (Regno Unito)
- La mela (Sib), regia di Samira Makhmalbaf (Iran, Francia)
- Os mutantes, regia di Teresa Villaverde (Portogallo, Francia, Germania)
- Il piccolo Tony (Kleine Teun), regia di Alex van Warmerdam (Paesi Bassi)
- Plätze in Städten, regia di Angela Schanelec (Germania)
- O Rio do Ouro, regia di Paulo Rocha (Portogallo, Brasile)
- Un soir après la guerre, regia di Rithy Panh (Francia, Svizzera, Cambogia, Belgio)
- Szenvedély, regia di György Fehér (Ungheria)
- Teatro di guerra, regia di Mario Martone (Italia)
- Tokyo Eyes, regia di Jean-Pierre Limosin (Giappone, Francia)
- Vanità e affanni (Larmar och gör sig till), regia di Ingmar Bergman (Svezia, Danimarca, Norvegia, Italia, Finlandia, Germania)
- Il vangelo delle meraviglie (El evangelio de las maravillas), regia di Arturo Ripstein (Messico, Argentina, Spagna)
- Zero Effect, regia di Jake Kasdan (Stati Uniti d'America)

### Fuori concorso
- Blues Brothers: Il mito continua (Blues Brothers 2000), regia di John Landis (Stati Uniti d'America)
- I colori della vittoria (Primary Colors), regia di Mike Nichols (Stati Uniti d'America) - film d'apertura
- Godzilla, regia di Roland Emmerich (Stati Uniti d'America) - film di chiusura

### Proiezioni speciali
- Dark City, regia di Alex Proyas (Stati Uniti d'America)
- Dr. Akagi (Kanzō sensei), regia di Shōhei Imamura (Francia, Giappone)
- Goodbye Lover, regia di Roland Joffé (Stati Uniti d'America)
- Inquietudine (Inquietude), regia di Manoel de Oliveira (Portogallo, Francia, Spagna, Svizzera)
- Tango (Tango, no me dejes nunca), regia di Carlos Saura (Argentina, Spagna)

### Cortometraggi in concorso
- 9'8 M/S2 by Alfonso Amador e Nicolás Méndez (Spagna)
- Balkanska ruleta, regia di Zdravko Barišić (Slovenia)
- El vento, regia di Vincent Bierrewaerts (Belgio)
- Fetch, regia di Lynn-Maree Danzey (Australia)
- Gasman, regia di Lynne Ramsay (Regno Unito)
- Happy Birthday to Me, regia di Martin Mahon (Irlanda)
- Horseshoe, regia di David Lodge (Regno Unito)
- Hsǐaó hái, túyā, jiātíng shēnghuó chāo, regia di Lin Jun-hong (Taiwan)
- I Want You, regia di Gregory Quail (Australia)
- Jónás, regia di Líviusz Gyulai (Ungheria)
- Kıyıda, regia di Ebru Yapıcı (Turchia)
- L'Interview, regia di Xavier Giannoli (Francia)
- Sin sostén, regia di René Castillo e Antonio Urrutia (Messico)
- Skate, regia di Cho Eun-ryung (Corea del Sud)

### Cinéfondation
- Blue City, regia di David Birdsell – University of Southern California (Stati Uniti d'America)
- Deer Men, regia di Saara Saarela – Aalto-yliopiston taiteiden ja suunnittelun korkeakoulu (Finlandia)
- Die Weiche, regia di Kris Krikellis – Hochschule für Musik und Darstellende Kunst Frankfurt am Main (Germania)
- Doom and Gloom, regia di John McKay – National Film and Television School (Regno Unito)
- The First Sin, regia di Fahimeh Sorkhabi – Jozan Film Animation Workshop (Iran)
- Fotograf, regia di Alexander Kott – VGIK (Russia)
- Inside the Boxes, regia di Mirjam Kubescha – Hochschule für Fernsehen und Film München (Germania)
- Jakub, regia di Adam Guziński – Scuola nazionale di cinema, televisione e teatro Leon Schiller di Łódź (Polonia)
- Kal, regia di Ivajlo P. Simidčiev – Nacionalna akademija za teatralno i filmovo izkustvo (Bulgaria)
- Léto - cas dlouhých letu, regia di Ramunas Greicius – Filmová a televizní fakulta Akademie múzických umění v Praze (Repubblica Ceca)
- Mangwana, regia di Manu Kurewa – National Film and Television School (Regno Unito)
- One Eye, regia di Liana Dognini – National Film and Television School (Regno Unito)
- Ratapenkan ruusu, regia di Hanna Maylett – Aalto-yliopiston taiteiden ja suunnittelun korkeakoulu (Finlandia)
- Sentieri selvaggi, regia di Susanna Grigoletto – Hochschule für Fernsehen und Film München (Germania)
- The Sheep Thief, regia di Asif Kapadia – Royal College of Art (Regno Unito)

## Quinzaine des Réalisateurs
I seguenti film sono stati presentati all'interno della sezione parallela della Quinzaine des Réalisateurs, diretta artisticamente da Pierre-Henri Deleau:

### Lungometraggi
- L'altra faccia di Beverly Hills (Slums of Beverly Hills), regia di Tamara Jenkins (Stati Uniti d'America) - film di chiusura[1]
- Areumdaun sijeol, regia di Lee Kwang-mo (Corea del Sud)
- L'Arrière pays, regia di Jacques Nolot (Francia)
- Babyface, regia di Jack Blum (Canada)
- Cantique de la racaille, regia di Vincent Ravalec (Francia)
- Chacun pour soi, regia di Bruno Bontzolakis (Francia, Belgio)
- Disparus, regia di Gilles Bourdos (Francia, Svizzera)
- Happiness - Felicità (Happiness), regia di Todd Solondz (Stati Uniti d'America)
- Head On, regia di Ana Kokkinos (Australia)
- High Art, regia di Lisa Cholodenko (Stati Uniti d'America)
- Laisse un peu d'amour, regia di Zaïda Ghorab-Volta (Francia)
- Last Night, regia di Don McKellar (Canada)
- Il nano rosso (Le Nain rouge), regia di Yvan Le Moine (Belgio, Francia, Italia)
- La parola amore esiste, regia di Mimmo Calopresti (Italia, Francia) - film d'apertura[1]
- Pro urodov i ljudej, regia di Aleksej Oktjabrinovič Balabanov (Russia)
- Requiem, regia di Alain Tanner (Svizzera, Francia, Portogallo)
- Slam, regia di Marc Levin (Stati Uniti d'America)
- The Stringer, regia di Paweł Pawlikowski (Regno Unito)
- La Vie sur terre, regia di Abderrahmane Sissako (Francia)
- West Beyrouth (West Beyrouth (À l'abri les enfants)), regia di Ziad Doueiri (Francia, Libano, Belgio, Norvegia)

### Proiezioni speciali
- L'uomo che ride (The Man Who Laughs), regia di Paul Leni (Stati Uniti d'America, 1928)

### Cortometraggi
- A table, regia di Idit Cébula (Francia)
- Le Bleu du ciel, regia di Christian Dor (Francia)
- Les Corps ouverts, regia di Sébastien Lifshitz (Francia)
- Electrons statiques, regia di Jean-Marc Moutout (Francia)
- Les Pinces à linge, regia di Joël Brisse (Francia)
- Rue bleue, regia di Chad Chenouga (Francia)

## Settimana internazionale della critica
I seguenti film sono stati presentati all'interno della sezione parallela della Settimana internazionale della critica:

### Lungometraggi
- Memorie e desideri (Memory & Desire), regia di Niki Caro (Nuova Zelanda)
- Palwor-ui Christmas, regia di Hur Jin-ho (Corea del Sud)
- Postel, regia di Oskar Reif (Repubblica Ceca)
- Sitcom - La famiglia è simpatica (Sitcom), regia di François Ozon (Francia)
- Seul contre tous, regia di Gaspar Noé (Francia)
- La sposa polacca (De Poolse bruid), regia di Karim Traïdia (Paesi Bassi)
- Torrente, el brazo tonto de la ley, regia di Santiago Segura (Spagna)

### Cortometraggi
- Brutalos, regia di Christophe Billeter e David Leroy (Svizzera)
- Der Hausbesorger, regia di Stephan Wagner (Austra)
- Flight, regia di Sim Sadler (Stati Uniti d'America)
- Loddrett, Vannrett, regia di Erland Øverby (Norvegia)
- Milk, regia di Andrea Arnold (Regno Unito)
- Por un infante difunto, regia di Tinieblas González (Spagna)
- The Rogers' Cable, regia di Jennifer Kierans (Canada)

## Giurie
Le seguenti persone hanno fatto parte delle giurie delle varie sezioni del Festival:

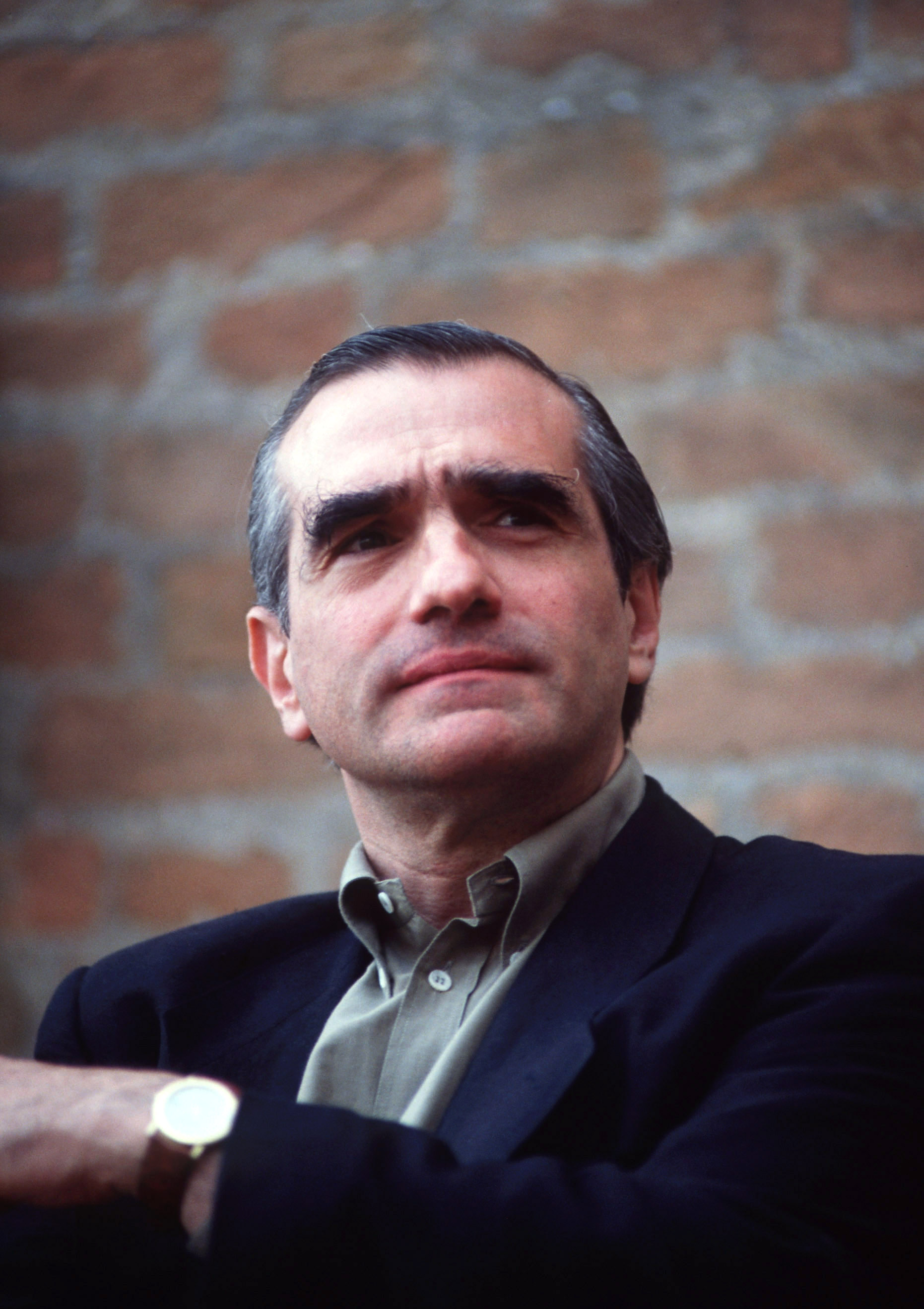
Martin Scorsese, qui ritratto nel 1992, è stato presidente della giuria del concorso principale.

### Concorso
- Martin Scorsese, regista (Stati Uniti d'America) - Presidente di Giuria
- Chen Kaige, regista (Cina)
- Alain Corneau, regista (Francia)
- Chiara Mastroianni, attrice (Francia)
- Lena Olin, attrice (Svezia)
- Winona Ryder, attrice (Stati Uniti d'America)
- MC Solaar, rapper (Francia)
- Zoé Valdés, scrittrice (Cuba)
- Sigourney Weaver, attrice (Stati Uniti d'America)
- Michael Winterbottom, regista (Regno Unito)

### Un Certain Regard
- Thierry Gandillot, giornalista (Francia)
- Luc Honorez, critico cinematografico (Francia)
- Jacques Mandelbaum, scrittore (Francia)
- Pierre Murat, critico cinematografico (Francia)

### Caméra d'or
- Anh Hung Tran, regista (Vietnam, Francia) - Presidente di Giuria
- Derek Malcolm, critico (Regno Unito)
- Bernard Maltaverne, direttore (Francia)
- Marcel Martin, critico (Francia)
- Emanuela Martini, critica cinematografica (Italia)
- Jacques Poitrenaud, regista (Francia)
- Pierre Salvadori, regista (Francia)
- Charles Van Damme, direttore della fotografia (Belgio)

### Cinéfondation e cortometraggi
- Jean-Pierre Jeunet, regista (Francia) - Presidente di Giuria
- Emmanuelle Béart, attrice (Francia)
- Arnaud Desplechin, regista (Francia)
- Ángela Molina, regista (Spagna)
- Jaco Van Dormael, regista (Belgio)

## Palmarès

### Selezione ufficiale
Le giurie della selezione ufficiale hanno premiato i seguenti film:

#### Concorso
- Palma d'oro: L'eternità e un giorno (Mia aiōniotīta kai mia mera), regia di Theo Angelopoulos
- Grand Prix Speciale della Giuria: La vita è bella, regia di Roberto Benigni
- Prix de la mise en scène: John Boorman per The General
- Prix du scénario: Hal Hartley per La follia di Henry (Henry Fool)
- Prix d'interprétation féminine: Élodie Bouchez e Natacha Régnier per La vita sognata degli angeli (La Vie rêvée des anges)
- Prix d'interprétation masculine: Peter Mullan per My Name Is Joe
- Premio della giuria: (ex aequo) La Classe de neige, regia di Claude Miller e Festen - Festa in famiglia (Festen), regia di Thomas Vinterberg
- Premio per il miglior contributo artistico: Velvet Goldmine, regia di Todd Haynes

#### Un Certain Regard
- Premio Un Certain Regard: Il killer (Killer), regia di Därejan Ömırbaev

#### Cortometraggi
- Palma d'oro al miglior cortometraggio: L'Interview, regia di Xavier Giannoli
- Premio della giuria: (ex aequo) Gasman, regia di Lynne Ramsay e Horseshoe, regia di David Lodge

#### Cinéfondation
- Primo premio - Jakub, regia di Adam Guziński
- Secondo premio - The Sheep Thief, regia di Asif Kapadia
- Terzo premio - Mangwana, regia di Manu Kurewa

### Quinzaine des Réalisateurs
- Premio Kodak al miglior cortometraggio: (ex aequo) Les Corps ouverts, regia di Sébastien Lifshitz e Rue bleue, regia di Chad Chenouga
- Premio Gras Savoye: Rue bleue, regia di Chad Chenouga

### Settimana internazionale della critica
- Premio Mercedes-Benz per il miglior film: Seul contre tous, regia di Gaspar Noé
- Premio Canal+ per il miglior cortometraggio: Por un infante difunto, regia di Tinieblas González
- Grand Golden Rail: La sposa polacca (De Poolse bruid), regia di Karim Traïdia
- Small Golden Rail: Loddrett, Vannrett, regia di Erland Øverby

### Premi indipendenti
- Caméra d'or: Slam, regia di Marc Levin
- Premio FIPRESCI:
  - Concorso: The Hole - Il buco (Dòng), regia di Tsai Ming-liang
  - Sezioni parallele (Quinzaine des Réalisateurs): Happiness - Felicità (Happiness), regia di Todd Solondz
- Grand Prix Technique: Vittorio Storaro per Tango
- Premio della Giuria Ecumenica: L'eternità e un giorno (Mia aiōniotīta kai mia mera), regia di Theo Angelopoulos
  - Premio speciale ad Ingmar Bergman per la sua filmografia
- Prix de la jeunesse:
  - Film straniero: Last Night, regia di Don McKellar
  - Film francese: L'Arrière pays, regia di Jacques Nolot
- Premio François Chalais: West Beyrouth (West Beyrouth (À l'abri les enfants)), regia di Ziad Doueiri